# Neophron percnopterus

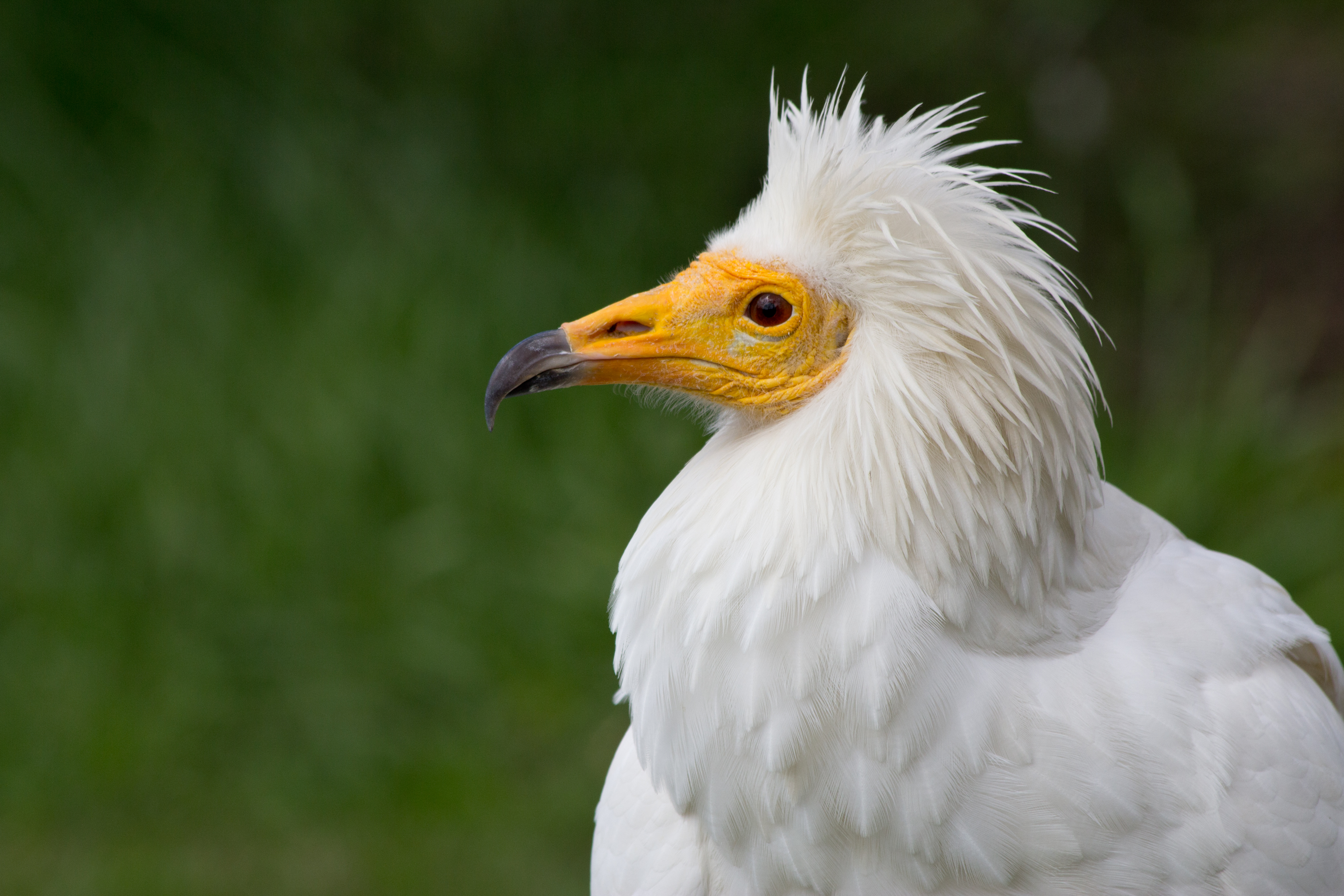
Detalle de la cabeza de un alimoche común

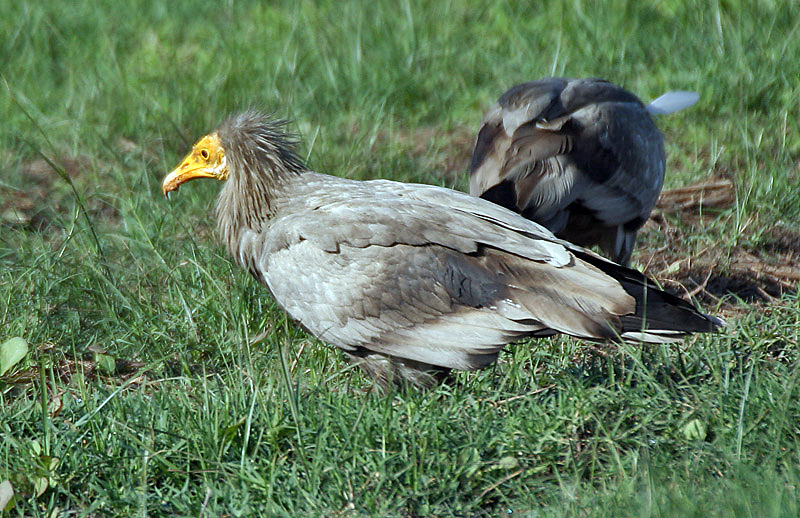
Alimoches de la India

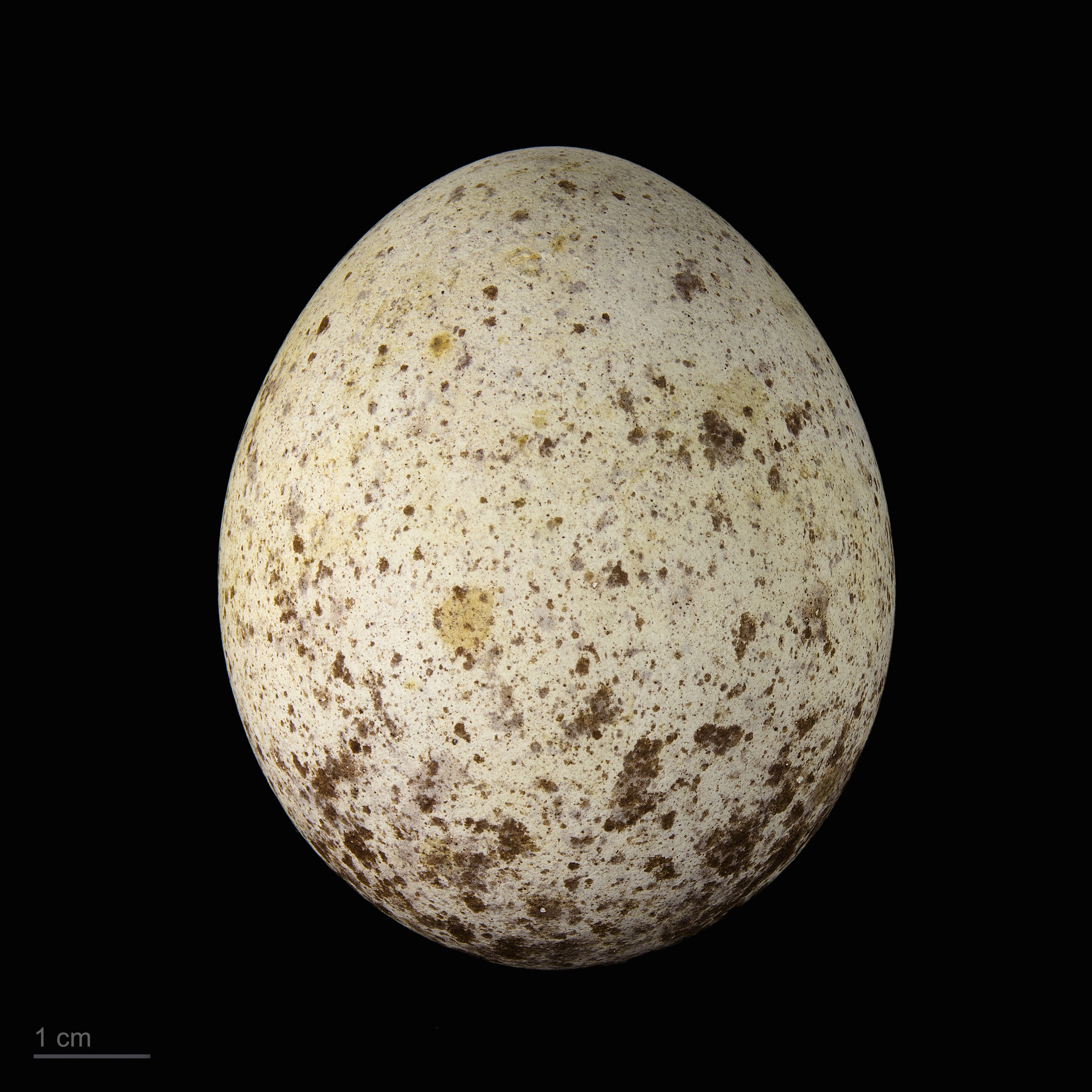
Neophron percnopterus - MHNT

El alimoche común, abanto, guirre o buitre egipcio (Neophron percnopterus) es una especie de ave accipitriforme de la familia Accipitridae propia de África y el sur de la región paleártica hasta la India.

## Etimología
El nombre del género se deriva de mitología griega.  Timandra fue la madre de  Neophron.  Aegypius era amigo de Neophron y tenía aproximadamente la misma edad. A Neophron le molestó saber que su madre, Timandra, estaba teniendo una aventura amorosa con Aegypius. Buscando venganza, Neophron cautivó a la madre de Aegypius, Bulis, y la incitó a entrar en una cámara oscura donde su madre y Aegypius se encontrarían pronto. Neophron distrajo a su madre,  engañando Aegypius para que entrara en la cámara y se acostara con su propia madre. Cuando Bulis descubrió el engaño, le arrancó los ojos a su hijo Aegypius antes de suicidarse. Aegypius oró por venganza y Zeus, al escuchar la oración, transformó a Aegypius y Neophron en buitres. "Percnopterus" proviene del griego "alas negras" de περκνóς (perknos, que significa "negro azulado") y πτερόν (pteron, que significa ala).

## Características
Es el buitre del Viejo Mundo con menor envergadura (sobre 150 cm). Los jóvenes son pardos, mientras que los adultos (a partir de los 5 años de edad) se caracterizan por su cabeza y patas amarillas, cuerpo blanco, alas blancas con extremos grises y negros y cola blanca y ancha. Miden 85 centímetros de la punta del pico a la de la cola, teniendo una envergadura de 1,7 metros y un peso promedio de dos kilos o poco más. Vuelan normalmente en solitario, aunque a veces siguen a otros congéneres o incluso a buitres de otras especies y cuervos.

## Subespecies
Se reconocen tres subespecies:
| Subespecie                         | Región                                                                 |
| ---------------------------------- | ---------------------------------------------------------------------- |
| Neophron percnopterus percnopterus | de África y el sur de Europa hasta el noroeste de la India; Cabo Verde |
| Neophron percnopterus majorensis   | Islas Canarias (Fuerteventura)                                         |
| Neophron percnopterus ginginianus  | Nepal e India (excepto el noroeste)                                    |

## Etología
Este buitre suele ser uno de los últimos animales en probar las carroñas de las que se alimenta. Cuando otras especies mayores ya han acabado con casi toda la carne, el alimoche acude para engullir las pocas pieles y restos de carne que quedan enganchados entre los huesos. Complementa su dieta con insectos y pequeños animales, así como todo tipo de desechos y heces animales. 
También se alimenta de huevos, que rompe levantándolos con el pico y lanzándolos contra las rocas. En la zona del norte de África, los alimoches logran romper la gruesa cáscara de los huevos de avestruz tomando una piedra y lanzándola repetidamente hasta que el cascarón cede, siendo este uno de los pocos casos de uso de herramientas en el mundo animal. 
Los alimoches también son visitantes habituales de los vertederos, donde se atiborran de basuras humanas. Todo lo que desechan los demás, es aprovechado por los alimoches[cita requerida].
Finalmente, también se alimentan de excrementos de herbívoros para obtener carotenoides con los que obtienen ese color amarillo en las partes descubiertas de su cabeza con propósitos cosméticos o de apareamiento.
Anidan normalmente en abrigos situados sobre acantilados y valles recortados, donde ponen dos huevos entre marzo y abril en un nido forrado de pelos de animal (es común el uso de lana de oveja), ramas y huesos. Transportan estos materiales con el pico, al contrario que el resto de buitres, que lo hacen sujetándolos con sus garras[cita requerida]. El uso intensivo de pesticidas puede reducir la puesta a un solo huevo, como ha ocurrido en varias zonas de España y Portugal donde hoy en día se encuentra en declive, sobre todo por la utilización ilegal e indiscriminada de venenos prohibidos[cita requerida]. Solamente sobrevive un pollo que cruzará el estrecho de Gibraltar con sus padres. Pasará en el África Subsahariana los primeros cinco años de su vida hasta alcanzar la madurez sexual, regresando a la península ibérica, si logra sobrevivir, para formar una nueva familia[cita requerida].

## El alimoche común en España
En España, el alimoche común es normalmente un visitante estival, aunque existen poblaciones sedentarias en las islas de Menorca y Mallorca. Pasan el invierno en el África Subsahariana y cruzan el estrecho de Gibraltar a principios de marzo. Se extienden por toda la geografía española para reproducirse, ocupando cada pareja el mismo territorio año tras año. Abandonan el país a finales del mes de septiembre.
Algunos de los nombres vernáculos del alimoche son los siguientes:
- Blanquillo (Segovia).
- Blanquín (Asturias).
- Churretero (Cádiz, Málaga y Sevilla).
- Frangüeso (León).
- Mariana (Guadalajara).
- Milopa (Albacete, Murcia y Aragón).
- Zapiquera (Asturias).

### El alimoche común enAragón

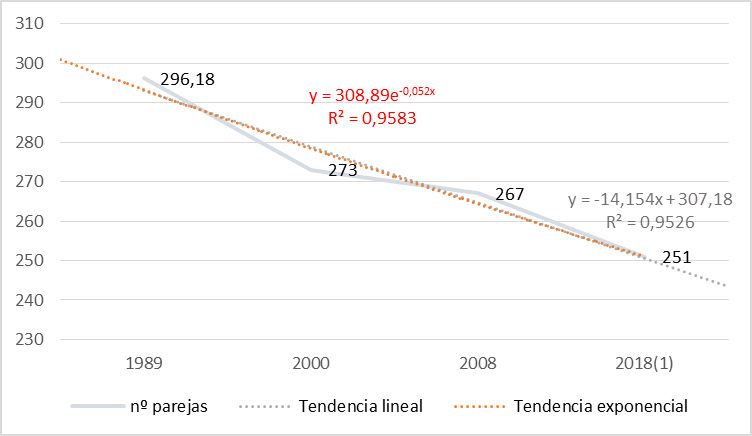
Evolución del alimoche en Aragón. Fuente: (296,18) Valor calculado sobre censo de 2000 Del Moral, J. C. & Martí, R.(Eds.) 2002. El alimoche común en España y Portugal (I Censo Coordinado). Año 2000. Monografía n.º 8. SEO/BirdLife. Madrid; (273) ibídem; (267) Del Moral, J. C. (Ed.) 2009. El alimoche común en España. Población reproductora en 2008 y método de censo. SEO/BirdLife. Madrid; (251) Del Moral, J. C. y Molina, B. (Eds.) 2018. El alimoche común en España, población reproductora en 2018 y método de censo. SEO/BirdLife. Madrid. Elaboración propia mediante cálculo de Tendencia. Explicaciones en el texto

La situación del alimoche común en Aragón, a diferencia que la del resto de España –pese a que todavía no se han recuperado las poblaciones existentes en los años 80-90 en España- presenta un claro descenso de sus poblaciones (ibidem) . En 2003 en Aragón, en base al censo 1988-89, se estimó inicialmente una población de 251 parejas  pese a que en algún momento se planteó la posibilidad de que las cifras se pudieran haber subestimado, el censo de 1988-89 claramente infravaloró la población en muchas regiones, especialmente en áreas del valle del Ebro donde el número de parejas fue estimado en menos de la mitad de lo que realmente era.
En 2000, y con base en un censo más completo, se estimó una población de 273 parejas pero se concluía que se partía de un descenso de población de -18% sobre los valores del censo anterior, lo que nos daría una estima previa de 240,5 parejas sobre el anterior censo. Todos los coordinadores provinciales coinciden en considerar el primer censo nacional en la región como incompleto, aun así, el declive observado respecto a aquel es considerable (-18%).
Años después, con base en censos de 2008, la población de alimoches se redujo a 267 parejas. Seis parejas menos en 8 años  En censos posteriores, la población de alimoches en Aragón ha seguido descendiendo hasta una estima de 251 parejas.
En conclusión, y con base en los últimos censos realizados se ha hecho un análisis de Tendencia para 2023, calculando una reducción hasta las 242,8 parejas. Para ello se han calculado diferentes escenarios sobre la evolución de la población de alimoches en Aragón. Así, la tendencia que mejor describe la evolución del alimoche en Aragón es la exponencial R2=0,957 y por tanto, un descenso generalizado de la población de alimoches en Aragón, siendo los aerogeneradores un contribuyente neto y cada vez más importante en este descenso.
Más en detalle, la colisión con aerogeneradores se encuentra entre las amenazas principales del alimoche común, que ha causado ya 41 muertes directas de esta especie en España en los últimos años. Esta amenaza afecta a toda el área de distribución de la especie en España hasta el punto de que es responsable, junto con el veneno, del declive de poblaciones como la andaluza de Cádiz. Con el actual desarrollo eólico y el que se prevé en el futuro esta puede convertirse en la principal causa de mortalidad no natural del alimoche en España (Ibídem p.559).
En Aragón, entre 2015 y 2021 entraron al Centro de Recuperación de Fauna Silvestre (CRFS) de la Alfranca tres cadáveres de alimoche por colisión con aerogenerador. En sólo nueve meses de 2022 entraron otros tres por la misma causa..

## El guirre en las Islas Canarias
En las Islas Canarias, Neophron percnopterus recibe el nombre común de guirre, siendo una especie totalmente adaptada a la geografía de las islas orientales, especialmente en Gran Canaria, Fuerteventura y Lanzarote. Si bien ha sufrido un retroceso en el número de ejemplares en las últimas décadas, su protección ha garantizado su supervivencia en sus espacios naturales, principalmente del interior y medianías de las islas, como los barrancos de Guayadeque, Fataga, El Draguillo y Tirajana, en Gran Canaria, y de Butihondo y Jandia, en Fuerteventura. En la isla de Fuerteventura se encuentra además una subespecie endémica, el guirre majorero (Neophron percnopterus majorensis). Los programas de conservación de la especie en estas islas han incrementado el número hasta los 150 ejemplares.

## Jeroglíficos
En egiptología, el alimoche comprende tres jeroglíficos registrados en la lista de Gardiner:
| G1 | G2 | G3 |

Representan los sonidos de ȝ, ȝȝ, y mȝ, respectivamente.